# 박아성
박아성(1994년 8월 24일 ~ )은 대한민국의 배우이다.

## 출연 작품

### 드라마
- 2013년 tvN 《빠스껫 볼》 ... 주민 3 역
- 2014년 네이버 TV 《텔레포트 연인》 ... 뿔테 역
- 2014년 MBC 《전설의 마녀》 ... 김군 역
- 2015년 KBS2 《후아유 - 학교 2015》 ... 아성 역
- 2015년 MBC 《엄마》 ... 학생 역
- 2015년 MBC 《달콤살벌 패밀리》 ... 불량학생 역
- 2015년 tvN 《응답하라 1988》 ... 남학생 역

### 영화
- 2015년 《막걸스》 ... 석만 역
- 2015년 《시간이탈자》 ... 과학실 남학생 역
- 2015년 《GUN》 ... 구성국 역

### CF
- 2013년 SK텔레콤 - LTE A 공대생 편
- 2015년 전시몰 광고